# Râul Rața, Olt
Râul Rața este un curs de apă, afluent al râului Olt. 